# Volby do Zastupitelstva města Ostravy 2022

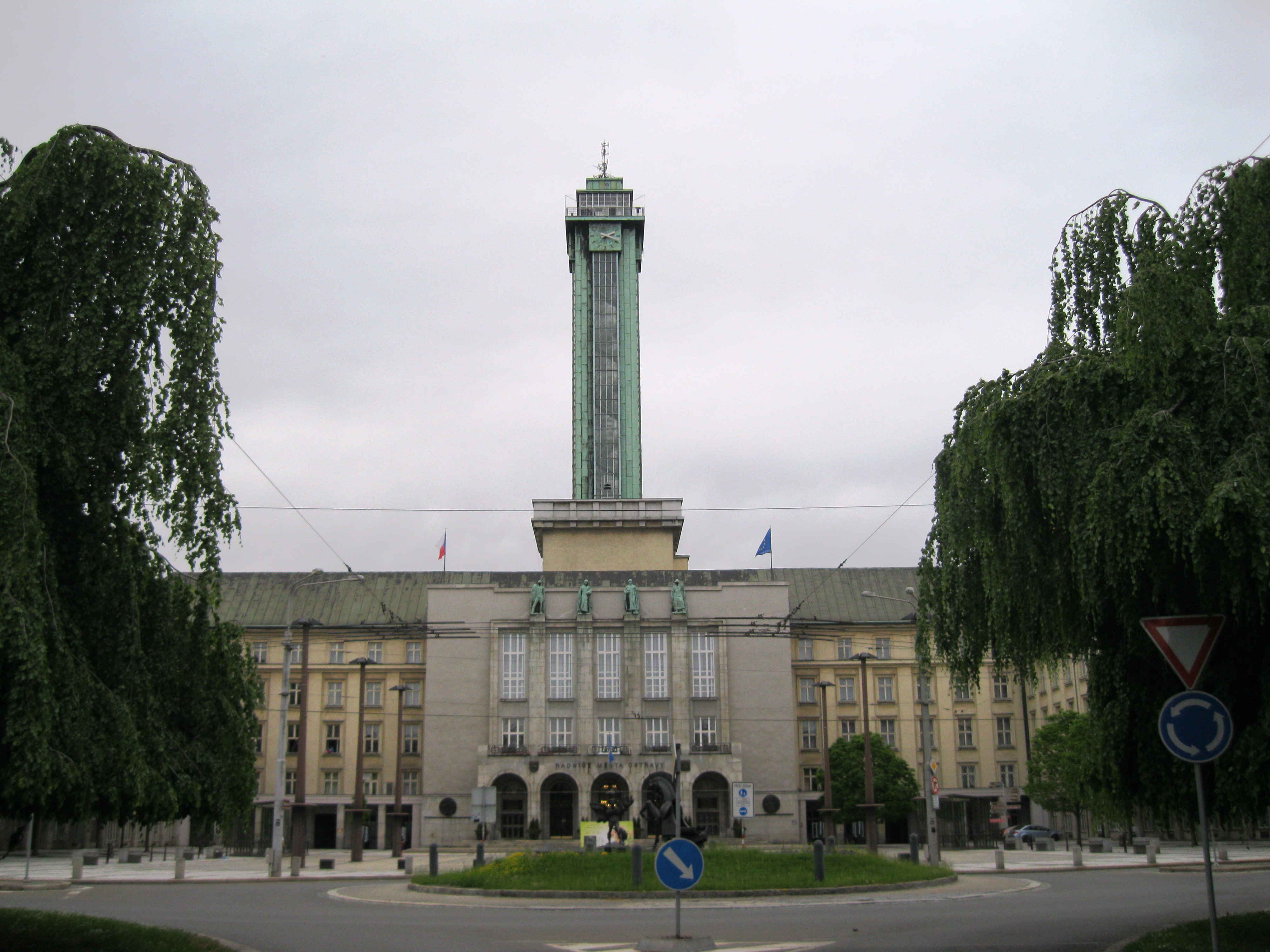
Nová radnice v Ostravě

Volby do zastupitelstva Ostravy v roce 2022 proběhly v rámci komunálních voleb v pátek 23. a v sobotu 24. září. Zvoleno bylo celkem 55 zastupitelů.

## Předchozí volby
Volby do Zastupitelstva města Ostravy v roce 2018 vyhrálo s 32,72 % hlasů ANO 2011, které získalo 21 mandátů. Druhé skončilo hnutí Ostravak s 11,49 % hlasů a 7 mandáty. Třetí místo obsadila s 9,73 % hlasů a 6 mandáty Občanská demokratická strana, čtvrtá skončila s 8,96 % hlasů a rovněž 6 mandáty Komunistická strana Čech a Moravy. Páté místo připadlo s 8,95 % hlasů a 5 mandáty České pirátské straně, šesté skončilo hnutí Svoboda a přímá demokracie - Tomio Okamura (SPD) s 6,77 % hlasů a 4 mandáty. Sedmé místo obsadilo uskupení KDU-ČSL a nezávislí kandidáti s 5,83 % hlasů a 3 mandáty. Stejný počet mandátů získala s 5,53 % hlasů Česká strana sociálně demokratická. Zbylá uskupení získala méně než 5 % hlasů a do zastupitelstva se nedostala.
Po několika změnách nakonec sestavilo koalici hnutí ANO s ODS, Piráty a KDU-ČSL. Primátorem byl zvolen Tomáš Macura.

## Politické subjekty před volbami
Hnutí PATRIOTI sestavilo společnou kandidátku s nezávislými kandidáty, lídrem byl právník Aleš Dobrozemský. Primátor Ostravy Tomáš Macura byl lídrem kandidátky hnutí ANO i do voleb v roce 2022. Piráti si za svou lídryni zvolili Andreu Hoffmanovou, náměstkyni primátora pro školství a sport. ČSSD utvořila koalici s hnutím LEČO, lídrem kandidátky byl Petr Kajnar, který v letech 2006 až 2014 zastával post primátora Ostravy. Demokratická strana zelených – Za práva zvířat kandidovala společně s nezávislými kandidáty, jedinou kandidátkou na listině byla zubní instrumentářka Olga Šimánková. ODS utvořila koalici s KDU-ČSL a TOP 09 pojmenovanou Koalice SPOLU, lídrem byl místostarosta městského obvodu Ostrava-Jih Jan Dohnal. Lídrem hnutí Ostravak byl podnikatel a zastupitel města Ostravy Lukáš Semerák. KSČM svou společnou kandidátku s nezávislými kandidáty pojmenovala OSTRAVSKÁ LEVICE, za svého lídra si zvolila Martina Jurošku, starostu městského obvodu Michálkovice. Hnutí PŘÍSAHA Roberta Šlachty do voleb vedl učitel Lukáš Dvorský, Slezská lidem si za svého lídra zvolila podnikatele a IT specialistu Lubomíra Nogu. Hnutí STAN kandidovalo v rámci koalice STAROSTOVÉ pro OSTRAVU, kterou tvořili STAN a nezávislí kandidáti, na kandidátce byli také dva členové NEZ (jedním z nich byl předseda NEZ Patrik Hujdus) a jeden člen Zelených. Lídrem byl Jiří Jureček, starosta městského obvodu Ostrava-Hošťálkovice a člen hnutí STAN. SPD do voleb vedl regionální ředitel finanční instituce Peter Harvánek. Lídrem Švýcarské demokracie byl zastupitel města Ostravy a bývalý člen SPD Tomáš Raždík, lídrem koalice Trikolora a PRO Zdraví byl podnikatel Roman Pekala.

## Výsledky
Primátorem byl opět zvolen Tomáš Macura, když hnutí ANO volby vyhrálo s významným náskokem. Již v březnu 2023 ztratila koalice většinu po odchodu části zastupitelů ze zastupitelského klubu ANO do klubu Nezařazení, který založil Tomáš Macura, který pro nesouhlas se směřováním z hnutí v únoru vystoupil. Zbývajících 13 zastupitelů hnutí ANO tak jednalo o nové koalici.
Dne 25. dubna 2023 se na nové koalici dohodli zástupci hnutí ANO 2011, koalice SPOLU (tj. ODS, KDU-ČSL a TOP 09), hnutí Ostravak, subjektu STAROSTOVÉ pro OSTRAVU (tj. STAN a nezávislí kandidáti) a České pirátské strany. Novým ostravským primátorem byl den poté zvolen Jan Dohnal z ODS.
Voleb se zúčastnilo těchto 14 politických subjektů:
| Název volební strany | Název volební strany                                                                                         | Lídr/yně          | Počet hlasů | Hlasy v % | Mandáty | Bilance |
| -------------------- | --- | ----------------- | ----------- | --------- | ------- | ------- |
|                      | ANO 2011 | Tomáš Macura      | 1 315 173   | 33,97     | 21      | —       |
|                      | Koalice SPOLU (Občanská demokratická strana, KDU-ČSL, TOP 09)                                                | Jan Dohnal        | 554 705     | 14,33     | 9       | —       |
|                      | Ostravak | Lukáš Semerák     | 489 598     | 12,64     | 8       | ▲ +1    |
|                      | Svoboda a přímá demokracie (SPD)                                                                             | Peter Harvánek    | 449 945     | 11,62     | 7       | ▲ +3    |
|                      | STAROSTOVÉ pro OSTRAVU (tj. STAN a nezávislí kandidáti)                                                      | Jiří Jureček      | 262 840     | 6,79      | 4       | ▲ +4    |
|                      | Česká pirátská strana                                                                                        | Andrea Hoffmanová | 224 812     | 5,81      | 3       | ▼ -2    |
|                      | OSTRAVSKÁ LEVICE — sdružení KSČM a NK: Za VODÁRENSTVÍ VE VLASTNICTVÍ MĚSTA, ne cizinců; Za LEVNOU MHD…       | Martin Juroška    | 210 253     | 5,43      | 3       | ▼ -3    |
|                      | Česká strana sociálně demokratická a hnutí LEČO – LEPŠÍ A ČISTÁ OSTRAVA                                      | Petr Kajnar       | 149 974     | 3,87      | 0       | ▼ -3    |
|                      | Přísaha – občanské hnutí Roberta Šlachty                                                                     | Lukáš Dvorský     | 72 882      | 1,88      | 0       | —       |
|                      | ANO, VRÁTÍME VODU LIDEM, MHD bude zdarma a nezvedneme daně ani poplatky (tj. PATRIOTI a nezávislí kandidáti) | Aleš Dobrozemský  | 55 217      | 1,43      | 0       | —       |
|                      | Švýcarská demokracie (www.svycarska-demokracie.cz)                                                           | Tomáš Raždík      | 33 828      | 0,87      | 0       | —       |
|                      | Slezská lidem                                                                                                | Lubomír Noga      | 26 647      | 0,69      | 0       | —       |
|                      | Trikolora a hnutí Zdraví Sport Prosperita                                                                    | Roman Pekala      | 25 779      | 0,67      | 0       | —       |
|                      | Demokratická strana zelených – Za práva zvířat — sdružení DSZ - ZA PRÁVA ZVÍŘAT a NK                         | Olga Šimánková    | 403         | 0,01      | 0       | —       |